# Apteka (album koncertowy)
Apteka – album koncertowy zespołu Apteka wydany 23 stycznia 2023 przez Radio Poznań. Nagrań dokonano 24 listopada 2021 podczas występu  muzyków w poznańskim radiowym studiu „Giełda”.

## Lista utworów
| Nr  | Tytuł utworu               | Długość |
| --- | -------------------------- | ------- |
| 1.  | „Zapowiedź”                | 1:21    |
| 2.  | „Kosmos”                   | 7:59    |
| 3.  | „Bo su nova”               | 4:15    |
| 4.  | „Chłopcy i dziewczyny”     | 2:51    |
| 5.  | „Mewy diabły”              | 3:52    |
| 6.  | „Gdynia nocą”              | 3:35    |
| 7.  | „Ujarane”                  | 7:25    |
| 8.  | „Choroba”                  | 3:02    |
| 9.  | „Psychodeliczny kowboj”    | 2:41    |
| 10. | „Menda”                    | 2:50    |
| 11. | „Korowód”                  | 2:10    |
| 12. | „My niezależni”            | 2:57    |
| 13. | „Miłego złego początki”    | 1:57    |
| 14. | „Jezu”                     | 2:27    |
| 15. | „Przypowieść filozoficzna” | 3:10    |
|     |                            | 52:32   |

- utwór 11: muz. Marek Grechuta, sł. Leszek A. Moczulski

## Twórcy
Muzycy
- Jędrzej „Kodym” Kodymowski – śpiew, gitara
- Paweł Szychulski – gitara basowa, śpiew
- Karol Kropiewski – perkusja

Produkcja
- Joachim Krukowski – nagranie dźwięku, mix i mastering